# Ehrhardt Hamann
Wilhelm Heinrich Emil Ehrhardt Hamann (* 13. Januar 1900 in Güsten; † nicht ermittelt) war ein deutscher Arzt und führender nationalsozialistischer Ärztefunktionär. Er war Gauobmann des Nationalsozialistischen Deutschen Ärztebundes im NSDAP-Gau Halle-Merseburg, später Gauamtsleiter des Amtes für Volksgesundheit und Leiter der Ärztekammer der preußischen Provinz Sachsen.

## Leben
Hamann war der Sohn eines Gymnasialoberlehrers. Nach dem Schulbesuch studierte er von 1919 bis 1923 Medizin an den Universitäten Halle, Jena und Leipzig. Er promovierte 1924 zum Dr. med. mit einer 21-seitigen Dissertation und ließ sich 1925 in Halle-Trotha als praktizierender Arzt nieder. Zwei Jahre später zog er mit seiner Praxis in das innere Stadtgebiet von Halle (Saale).
In den Zwanzigerjahren fand er Zugang zum rechtsradikalen Gedankengut. Er war 1924/25 Mitglied der Deutschvölkischen Freiheitspartei und trat zum 1. Dezember 1929 in die NSDAP ein (Mitgliedsnummer 176.698). 1930 gründete er im NSDAP-Gau Halle-Merseburg den NS-Ärztebund, dessen Gauobmann er wurde. Seit 1932 war er Mitglied der Reichsleitung des NS-Ärztebundes. 1934 erfolgte seine Ernennung zum Gauamtsleiter des Amtes für Volksgesundheit und Leiter der Ärztekammer der preußischen Provinz Sachsen. Nach dem Münchener Abkommen und der deutschen Besetzung der sudetendeutschen Grenzgebiete in der Tschechoslowakei wurde der Reichsgau Sudetenland gebildet, wohin Hamann 1938 im Auftrag des NS-Ärztebundes umzog. 1940 erfolgte seine Beförderung zum SS-Standartenführer (SS-Nummer 351.382). 1941 erhielt er an der Universität Halle-Wittenberg einen Lehrauftrag für ärztliche Standeskunde. Im April 1945 wurde er von den amerikanischen Besatzern verhaftet. Nach seiner Freilassung und Entnazifizierung wirkte er ab 1947 in Marburg als praktischer Arzt.
Am 9. Mai 1924 heiratete er in Halle-Nord Waldtraut Ingeborg geborene Schumann. Am 24. März 1943 ging er in Halle (Saale) eine zweite Ehe ein.